# ヨハンネス・クレイマン
ヨハンネス・クレイマン（Johannes Kleiman、1896年8月17日 - 1959年1月28日）は、『アンネの日記』の著者アンネ・フランクらの隠れ家での生活を支援していたオランダ人男性。完全版以前の『アンネの日記』上では「ヨー・コープハイス」という偽名で表記されていた。

## 略歴
オランダのコーホ・アーン・ド・ザーン（Koog aan de Zaan）出身。1923年、当時ドイツで暮らしていたオットー・フランク（アンネ・フランクの父）は自らが経営していた銀行の支店としてアムステルダムに「ミヒャエル・フランク＆ゾーネン」銀行を創設した。クレイマンはここに入社し、オットー・フランクと知り合うことになった。しかしこの銀行はうまくいかず1924年につぶれている。
オットー・フランクはオランダへ亡命した後の1933年にペクチンを製造する企業「オペクタ商会」、ついで1938年に香辛料の企業「ペクタコン商会」を創設した。クレイマンはペクタコン創設の際に同社の監査役兼経理に就任した。またオペクタでも経理になった。オットーの会社の女性従業員ミープ・ヒースはクレイマンについて「華奢な体格に青白い顔。大きな分厚い眼鏡をかけ、とがった鼻に繊細な顔立ち。物静かな人物でその人柄に触れるとすぐに好意を抱く。」と語っている。オットーとクレイマンは親交が深く、女性従業員ベップ・フォスキュイルは二人の関係について「毎週のように二人してトランプをしていたように思います」と回想している。
1940年5月にオランダはドイツ軍に占領された。オランダでも反ユダヤ主義政策が強化されたため、ユダヤ人である社長オットー・フランクと相談役ヘルマン・ファン・ペルスは、会社の社屋であるプリンセンフラハト通り263番地の建物の中に隠れ家を作って家族とともにそこに隠れることを計画した。オットー・フランクは最も信頼する非ユダヤ人社員、クレイマン、ヴィクトール・クーフレル、ミープ・ヒース、ベップ・フォスキュイルの4人にこの計画を打ち明け、隠れ家生活の支援を頼んだ。オットーはこの時のことについて「ナチスの法律ではユダヤ人を助けた者は自分も投獄されるか強制移送されるか最悪の場合は銃殺されるにも拘らず、4人とも即座に了承してくれた」と回顧している。
1942年7月からフランク一家とファン・ペルス一家は隠れ家生活に入り、その後フリッツ・プフェファーも加わって8人のユダヤ人が隠れ家生活に入った。クレイマンたちは2年に渡って彼らの隠れ家生活を支えた。パンの調達については、彼が持っていた縁故を用いた。しかし彼は身体があまり丈夫ではなく、よく病気になった。特に胃潰瘍に悩まされていた。アンネ・フランクの日記からも、彼が隠れ家生活の支援中、たびたび病気で休む様子が窺われる。
1944年8月4日に隠れ家はナチス親衛隊の知るところとなり、SD下士官カール・ヨーゼフ・ジルバーバウアーSS曹長率いるSD部隊により隠れていたユダヤ人8人は逮捕された。この際にクレイマンとクーフレルも一緒に連行された。ユダヤ人8人は8月8日にもヴェステルボルク通過収容所へ連行されてユダヤ人移送ルートに乗せられたが、非ユダヤ人のクレイマンとクーフレルはそこには連れて行かれず、アムステルダム市内のアムステルフェーンスヴェ刑務所に1カ月ほど拘禁された。さらに9月7日にヴェーテリングスハンス刑務所に移され、ついで9月11日からアーメルスフォールトの一時収容所へ送られ、強制労働に従事した。しかし体の弱いクレイマンは、胃から出血したため、1944年9月18日に釈放が認められた。
1944年9月末からプリンセンフラハトの社業に復帰し、強制収容所や強制労働収容所に入っているオットー・フランクとクーフレルに代わって会社を運営した。終戦後は生還したオットーとクーフレルも社業に復帰。復活したペクタコンやオペクタはオットーとクレイマンが二人で取締役となっている。オットーとクーフレルは1955年に社業から退いたが、クレイマンは1959年1月の死去までペクタコンとオペクタの経営を続けた。
1957年に撮影が始まった20世紀フォックス社映画「アンネの日記」の撮影の際にはオットー・フランクとともに撮影隊のアドバイザーをした。1959年1月30日にアムステルダムで仕事中に死去した。クレイマンの葬儀の際にオットー・フランクは娘の日記の一文「クレイマンさんが入ってくると太陽がパッと輝き出すようだ（ってこの間ママが言っていました）」（「アンネの日記」1943年9月10日付けの記述）を読み上げている。